# Arboretum Řícmanice

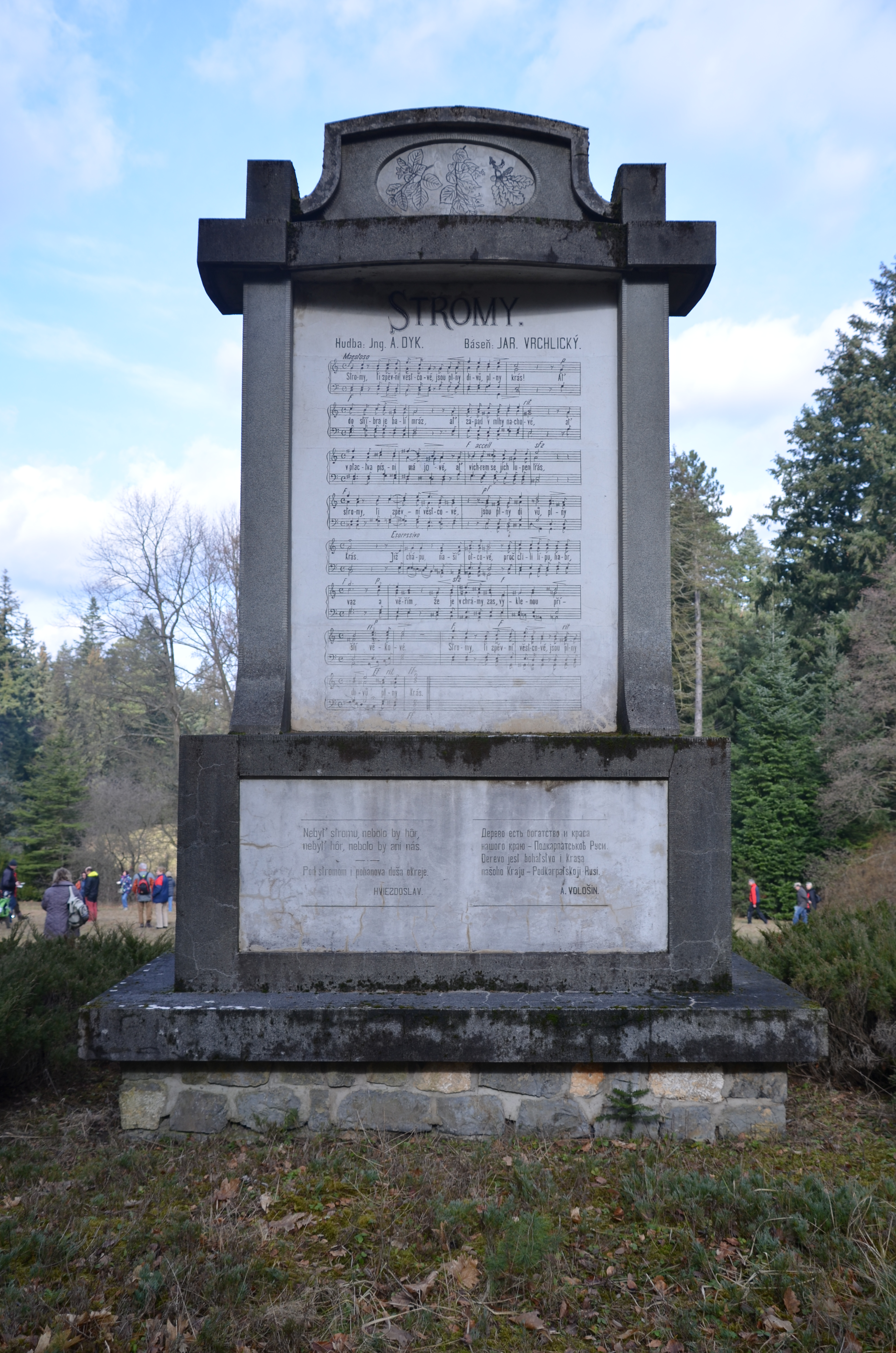
Památník stromů, který je umístěn v jižní části arboreta

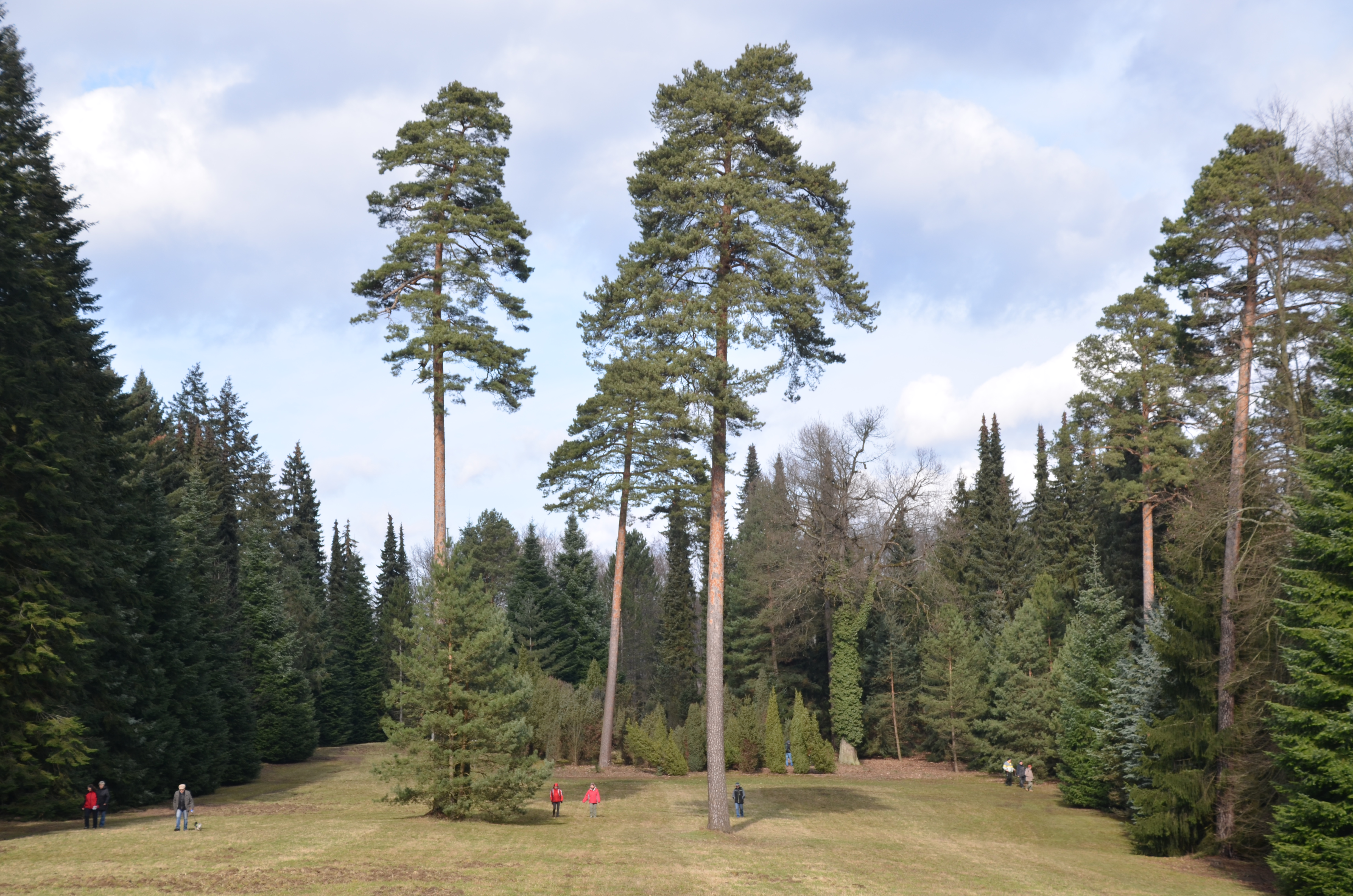
Palouk s významnými stromy v arboretu

Arboretum Řícmanice je druhé nejstarší arboretum Školního lesního podniku Masarykův les Křtiny. Rozkládá se na ploše 4,31 ha mezi obcemi Řícmanice a Babice nad Svitavou v oblasti Moravského krasu, v katastru Babic nad Svitavou, v okrese Brno-venkov v Jihomoravském kraji.

## Popis
Arboretum bylo založeno v 60. letech 20. století úsilím českého dendrologa Jindřicha Chmelaře z Mendelovy univerzity. Na jeho území se nachází jedna z nejhodnotnějších sbírek jehličnatých dřevin v České republice, která představuje více než 100 taxonů, nebo jeden z největších exemplářů blahočetu chilského (Araucaria araucana) na území ČR.
Zajímavostí arboreta je rovněž 6 (podle jiných zdrojů 7) metrů vysoký památník Stromy s vypsanými rčeními a lidovými moudrostmi o lese od bezmála 20 národů světa v originálním jazyce i českém překladu, který představuje estetické a myšlenkové vyvrcholení tzv. Lesnického Slavína. Na jeho jižním průčelí je i notová partitura zhudebněné básně Jaroslava Vrchlického „Stromy“. V nedalekém údolí pak lze najít studánku Prosba lesa.
Arboretum Řícmanice je veřejnosti přístupné jednou v roce při dnech otevřených dveří nebo po předchozí domluvě. Jeho areálem vede naučná stezka.